# Bitka pri Lechfeldu
Bitka pri Lechfeldu (tudi Bitka na Leškem polju) je bila niz  vojaških spopadov od 10. do 12. avgusta 955, v katerih so nemške sile cesarja Otona I. Velikega uničile ogrsko vojsko pod vodstvom harke Bulcsúja in poglavarjev Léla in Súra. Z nemško zmago so se končali nadaljnji vpadi Ogrov v krščansko Evropo.
Ogri so konec junija ali v začetku julija 955 z 8.000–10.000 konjeniki  lokostrelci, pešaki in oblegovalnimi stroji napadli Vojvodino Bavarsko. Njihov cilj je bil spopasti se z glavnino Otonove vojske in jo uničiti. Ogri so oblegali Augsburg na reki Lech. Oton je šel obleganemu mestu na pomoč z 8000 težkimi konjeniki, razdeljenimi na osem legijonov.
Ko se je Oton 10. avgusta približal Augsburgu, so Ogri v nepričakovanem napadu uničili Otonovo češko predhodnico. Ogrski vojaki so začeli pleniti njen tabor, potem pa jih je vojvoda Konrad Rdeči Lorenski s težko konjenico razgnal. Oton je zatem z glavnino svoje vojske napadel Ogre, ki so zapirali pot do Augsburga. Nemška težka konjenica je v bojih mož na moža premagala lahko oborožene in oklepljene Ogre, ki so se urejeno umaknili. Oton jih ni zasledoval. Vrnil se je v Augsburg, kjer je prenočil, in poslal glasnike vsem lokalnim nemškim silam, da zasedejo rečne prehode v vzhodni Bavarski in preprečijo, da bi se Ogri vrnili v domovino. 11. in 12. avgusta se je poraz Ogrov pretvoril v katastrofo, ker so obilen dež in poplave upočasnile njihov umik in omogočili nemškim četam, da so jih ulovili in vse pobili. Ujete ogrske poveljnike so odpeljali v Augsburg in obesili.
Nemška zmaga je obranila Kraljevino Nemčijo in za vedno ustavila vdore nomadov v Zahodno Evropo. Otona je njegova vojska po zmagi razglasila za cesarja in očeta domovine. Oton je bil leta 962 okronan za svetega rimskega cesarja, predvsem zaradi svojega okrepljenega položaja po  zmagi pri Lechfeldu.

## Sklic
1. ↑  Edward Francis Baron. A history of the crown jewels of Europe. B. T. Batsford, 1960, str. 387.